# مشروع الكتاب الفيدراليين
مشروع الكًتاب الفيدراليين (بالإنجليزية: Federal Writers' Project)‏ كان مشروعاً حكومياً اتحادياً في الولايات المتحدة تأسس من أجل تأمين توفير وظائف للكُتاب العاطلين عن العمل خلال فترة الكساد الكبير، وكان جزءًا من إدارة تقدم الأعمال، وهو برنامج اقتصادي مسمى الصفقة الجديدة. كان المشروع واحداً من مجموعة برامج الفنون فيالصفقة الجديدة المعروفة مجتمعة باسم المشروع الفيدرالي رقم واحد. ووظف مشروع الكُتاب الفيدراليين الآلاف وأنتج مئات المطبوعات، بما في ذلك أدلة معلومات عن الدولة، وأدلة معلومات عن المدن، والتاريخ المحلي، والتاريخ الشفهي، وفي مجال الإثنوغرافيا، وكتب الأطفال. بالإضافة إلى تامين وظائف للكُتاب، فقد قدّم المشروع أيضاً وظائف للعاطلين عن العمل من أمناء المكتبات والكتبة والباحثين والمحررين والمؤرخين.

## خلفية
بتمويل من قانون مخصصات الإغاثة في حالات الطوارئ لعام 1935، تأسس برنامج العمل في 27 يوليو 1935 بقرار من الرئيس فرانكلين روزفلت. وأدار البرنامج هنري ألسبرغ، الصحفي والكاتب والمنتج المسرحي والناشط في مجال حقوق الإنسان من عام 1935 إلى عام 1939. في عام 1939، أعفي فصل ألسبرغ، وقطع التمويل الفيدرالي وأصبح المشروع تحت رعاية الدولة بقيادة جون دي. نيسوم، وانتهى البرنامج تمامًا في عام 1943.
وجد ما يقدر بنحو 10,000 شخص وظائف في مشروع الكُتاب الفيدراليين. يهدف المشروع ليس فقط إلى توفير الراحة في العمل للكتاب العاطلين عن العمل، ولكن أيضًا لخلق «صورة ذاتية لأمريكا" فريدة من خلال نشر الكتيبات الإرشادية. من عام 1935 إلى عام 1943، كلف المشروع حوالي 27,000,000 دولار - 0.002٪ من جميع اعتمادات المشروع.

## سلسلة الدليل الأمريكي ومنشورات أخرى

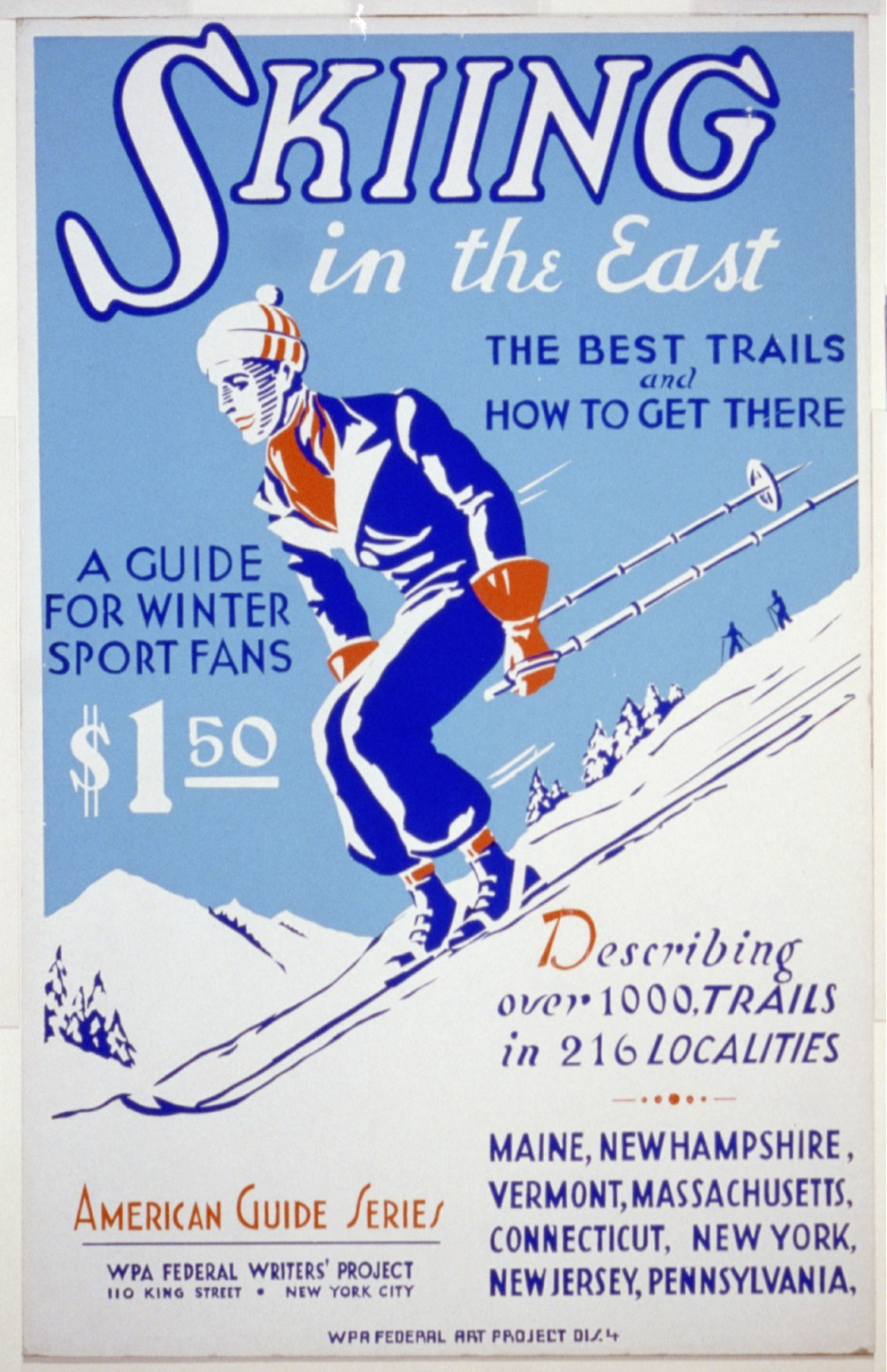
قدَّمت سلسلة الأدلة الأمريكية، التي أنتجها مشروع الكُتاب الفيدراليين، التاريخ والجغرافيا والثقافة الأمريكية، وحفّزت السفر لتعزيز الاقتصاد خلال فترة الكساد الكبير.

تتكون سلسلة الدليل الأمريكية، وهي أشهر منشورات برنامج العمل العالمي، من أدلة الولايات الثماني والأربعين آنذاك، بالإضافة إلى إقليم ألاسكا وبورتوريكو وواشنطن العاصمة. وضع الكتب وجمعها كُتاب من ولايات وأقاليم، وقام بتحريرها ألسبرغ وموظفوه في واشنطن العاصمة. كان التنسيق بشكل عام موحدًا، وشمل كل دليل تواريخ مفصلة عن الولاية أو الإقليم، مع أوصاف كل مدينة وبلدة، وطرق السفر بالسيارات، والصور، والخرائط، وفصول عن الموارد الطبيعية، والثقافة، والجغرافيا. وتضمنت مقالات حول الثقافات المختلفة للأشخاص الذين يعيشون في الولايات، بما في ذلك المهاجرون والأمريكيون من أصل أفريقي، وهذا كان أمرًا غير مسبوق.
كما نُشرت كتب المدينة، مثل دليل مدينة نيويورك، كجزء من السلسلة. وبعض من هذه الدلة متوفرة على الإنترنت. كما نشر برنامج مشروع الكُتاب الفيدراليين سلسلة أخرى بعنوان الحياة في أمريكا والعديد من العناوين الأخرى. كانت العديد من كتب البرناج من أكثر الكتب مبيعًا، بما في ذلك مجلد إعصار أمريكي، الذي أنتج بسرعة ليوثق الدمار الذي أحدثه إعصار نيو إنجلاند عام 1938. وثمة كتب أخرى، مثل كتاب قائد سفن كيب كود، الذي كتبه المؤلف جوزيف بيرغر حظيت باشادة من النقاد.
وفي كل ولاية، شكل فريق تحرير غير حكومي لمشروع الكُتاب، إلى جانب مجموعة أكبر من العاملين الميدانيين من قوائم العاطلين عن العمل. وجاء الموظفون المعينون من خلفيات متنوعة، تتراوح من العاملين السابقين في الصحف إلى ذوي الياقات البيضاء والعمال ذوي الياقات الزرقاء ممن لا يملكون خبرة في الكتابة أو التحرير.

## المشاريع الثانوية

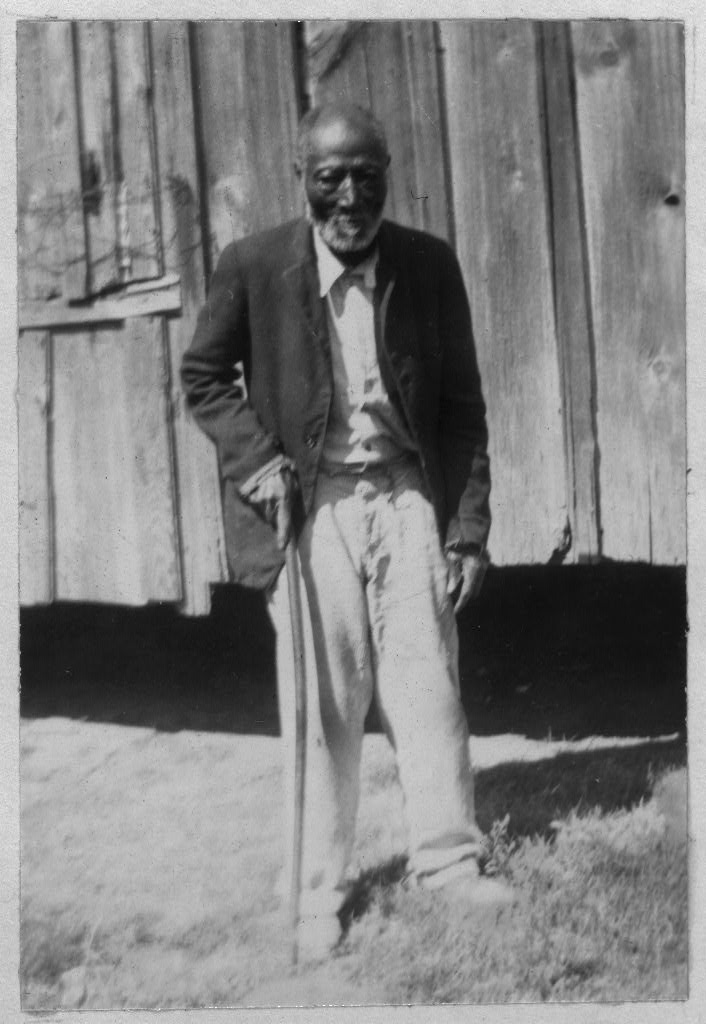
سجل التاريخ الشفوي لجورج ديلارد مجموعة قصص العبيد من خلال مشروع الكُتاب الفيدراليين (1936).

تضمنت المشاريع الثانوية البارزة للبرنامج مجموعة قصص العبيد، وهي مجموعة من المقابلات بلغت أكثر من 2300 رواية، قيلت مباشرة من منظور الشخص، مع 500 صورة فوتوغرافية بالأبيض والأسود للعبيد السابقين. والعديد من هذه الروايات متاحة في موقع مكتبة الكونغرس على الإنترنت. وقد كان للفلكلوري بنجامين أ. بوتكن دور فعال في المحافظة على هذه المخطوطات. من بين الباحثين والمؤلفين الذين استخدموا هذه المجموعة كولسون وايتهيد في روايته الحائزة على جائزة بوليتزر سكة حديدية تحت الأرض.
وثمة برامج أخرى انبثقت من رؤية ألسبرغ في خلق «صورة ذاتية لأمريكا" شاملة تاريخ الحياة ومشاريع الفولكلور. تألفت هذه من روايات ومقابلات من منظور الشخص الأول (تم جمعها وإجرائها بواسطة موظفي البرنامج)، وقد شملت أشخاصًا من أعراق ومناطق ومهن مختلفة. ووفقًا لموقع مكتبة الكونجرس، تاريخ الحياة الأمريكية: مخطوطات من مشروع الكُتاب الفيدراليين، من عام 1936 إلى عام 1940، فإن الوثائق «تؤرخ قصصًا حقيقية للأمريكيين الذين عاشوا في مطلع القرن وتشمل حكايات لقاء الطفل بيلي، بعد النجاة من حريق شيكاغو عام 1871. من بين الكتاب الذين وظفهم مشروع العمل في حقبة الكساد رالف إليسون ونيلسون ألغرين وماي سوينسون وغيرهم الكثير.
ومن بين العديد من المشاريع ضمن هذه الروايات من منظور الشخص الأول، كان مشروع تاريخ الحياة الجنوبية الذي أنشأه ويليام كوتش، رئيس مطبعة جامعة نورث كارولينا والمدير الإقليمي الجنوبي الشرقي لمشروع الكتاب الفيدراليين. في كتاب هذه هي حياتنا، وهو الكتاب الوحيد الذي نشره مشروع تاريخ الحياة الجنوبية، أوضح كوتش أن هدفهم كان «الحصول على تواريخ الحياة التي يمكن قراءتها ونماذج واضحة لأشخاص أحياء، والتي ستعطي مجتمعة صورة عادلة لهيكل المجتمع».
يمثل مشروع كُتاب إلينوي أحد المشاريع القليلة المتكاملة من الناحية العرقية. وقد وظف مشروع شيكاغو الشاعر والروائي أرنا بونتمبس، ويُعد صوتاً راسخاً في نهضة هارلم، وساعد في توفير المهن الأدبية للكتاب الأمريكيين الأفارقة مثل ريتشارد رايت، ومارجريت ووكر، وكاثرين دونهام، وفرانك ييربي. استخدم مشروع دراسات الزنوج في فرجينيا 16 كاتبًا أمريكيًا من أصل أفريقي وتوّج بنشر كتاب الزنوج في فرجينيا (1940). ومن الجدير بالذكر أنها تضمنت صورًا التقطها روبرت ماكنيل، الذي يُتذكر الآن بوصفه مصوراً رائداً من أصل أفريقي أمريكي. كما جُمعت الأعمال غير المنشورة للكاتب الأمريكي من أصل أفريقي زورا نيل هيرستون، التي كانت في مشروع كتاب فلوريدا، بعد سنوات من وفاتها.
أحد البرنامج القصيرة في هذا المشروع هو مشروع كتاب أكلُ أمريكا الذي كان كتابًا مقترحًا للطرق الغذائية الإقليمية للولايات المتحدة. وكلفت كل ولاية بجمع المعلومات حول الأطعمة والأحداث المتعلقة بالأغذية الفريدة في منطقتهم، ثم إعداد المقالات لاحقًا. حيث وقسمت البلاد إلى خمس مناطق: الشمال الشرقي، والجنوب، والغرب الأوسط، والغرب الأقصى، والجنوب الغربي. بينما جُمعت المواد بكميات مختلفة من جميع المناطق الخمس. هذا الكتاب لم تكتمل ولم ينشر أبدًا بسبب دخول الولايات المتحدة في الحرب العالمية الثانية وما تبعه من خسارة في التمويل للبرنامج ومشاريعه. والعديد من مواد هذا الكتاب موجودة في الأرشيفات والمكتبات في جميع أنحاء البلاد، بما في ذلك مكتبة الكونغرس ومحفوظات جامعة ولاية مونتانا والمجموعات الخاصة.تم إنشاء أرشيف رقمي كبير يسمى ماذا أكلت أمريكا لحفظ بقايا المشروع الرقمية.

## الخلاف حول المشروع
خلال معظم حياته، واجه مشروع الكُتاب الفيدراليين وابلًا من الانتقادات من المحافظين. فعندما نُشر كتاب ماساتشوستس: دليل عن أماكنها وشعبها، أشاد به المسؤولون الحكوميون، بمن فيهم الحاكم تشارلز إف هيرلي، ولكن في اليوم التالي لنشره، هاجم المحافظون الكتاب بسبب مقالاته عن إضراب لورانس للنسيج عام 1912 وقضايا العمل الأخرى. والجزء الأكثر سوءًا عن هؤلاء النقاد كانت تغطية قضية ساكو وفانزيتي». أطلق العلماء على المقاطع المشكوك فيها «حكايات مقبولة». ومن المفارقات أن الجدل ساعد في زيادة مبيعات الكتب.
جاءت أكثر الهجمات السامة ضد البرنامج من لجنة الأنشطة غير الأمريكية في مجلس النواب ورئيسها، عضو الكونجرس البارع في وسائل الإعلام مارتن دييس جونيور من تكساس. واجه ألسبرغ وهالي فلانغن، نظيرته في المشروع المسرحي الفيدرالي، تدقيقاً هائلاً من اللجنة. لجنة مارتن، مثل لجنة مكارثي في الخمسينيات من القرن الماضي، «استخدمت تكتيكات التخويف والتلميح والاتهامات غير المدعومة». لم يتمكن ألسبرغ وهالي وغيرهم ممن اتهموا بدعم الأجندة الشيوعية من «النظر في الأدلة ضدهم، ولم يتمكنوا من تقديم شهودهم، ولم يتمكنوا من استجواب المتهمين». وكانت النتيجة على الاتهامات بأن الأنشطة الشيوعية نفذت علانية، وأن السوفييت يمولون النقابات العمالية، والتي سيطرت بعد ذلك على مشاريع الفنون، غير صحيحة. غالبًا ما كان الباحث والمؤلف في زمالة غوغنهايمر لاحقاً ريتشارد رايت يتعرض للهجوم، مع وصف كتاباته بأنها «حقيرة». من بين التهم العديدة الموجهة إلى المشروع وأعضائه، أن ريتشارد رايت لم يولد في الولايات المتحدة. (ولد في ولاية ميسيسيبي). كتب ألسبرغ موجزًا قضائيًا طويلًا وقدم المستندات الداعمة لدحض كل تهمة.

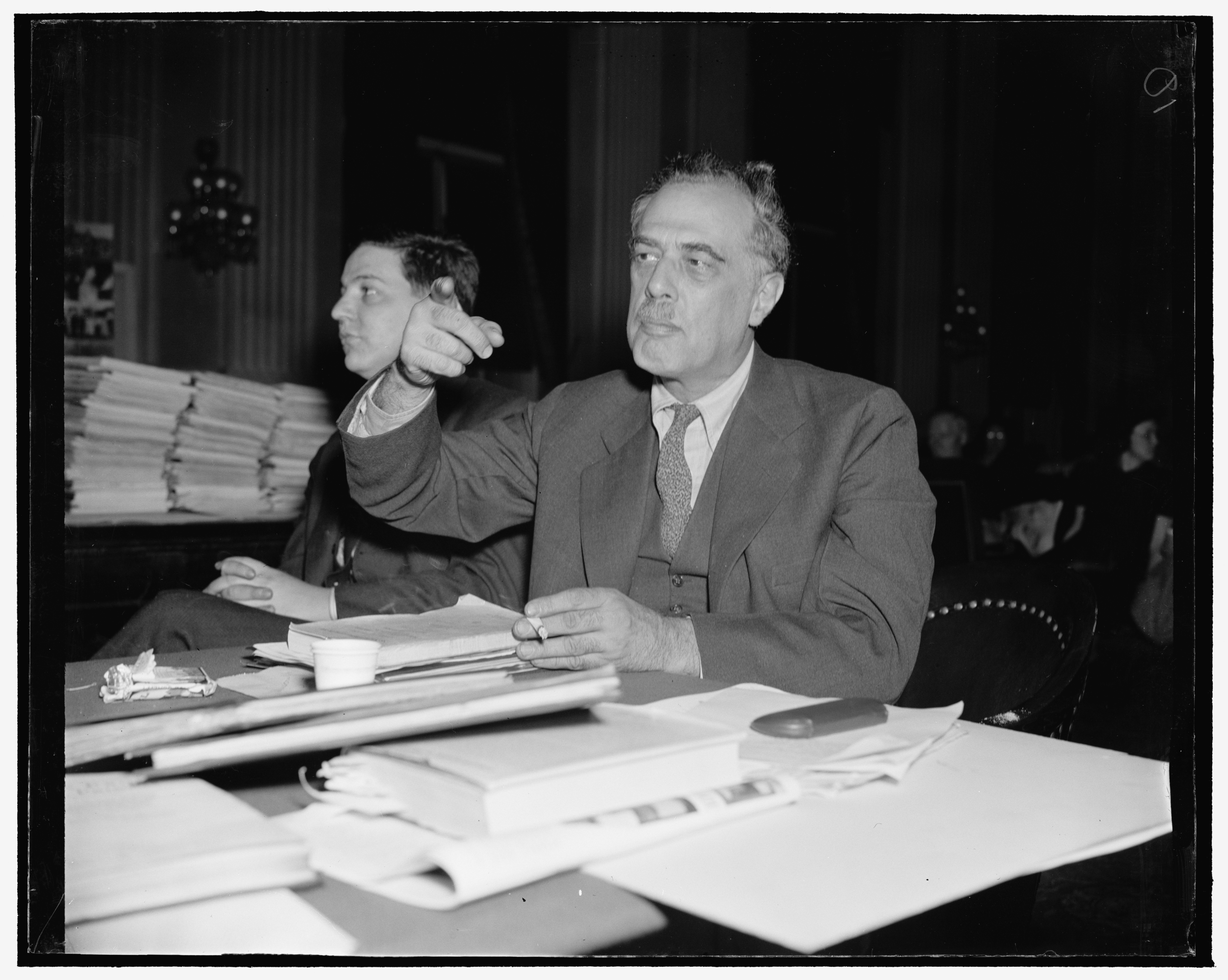
هنري ألسبرغ يدلي بشهادته أمام لجنة مجلس النواب للأنشطة غير الأمريكية، ديسمبر 1938.

جاء دعم مشروع الكُتاب الفيدراليين من إليانور روزفلت، بالإضافة إلى شركات النشر الرئيسية مثل فايكينج بريس وراندوم هاوس ودار نشر ألفريد أ. نوبف، التي أنتجت بعض الكتب.
بحلول عام 1939، بدا أن تكتيكات لجنة مجلس النواب مؤثرة، وبالتالي خفض الكونغرس المنتخب حديثًا ميزانية مشروع الكُتاب الفيدراليين مع زيادة تمويل اللجنة. في يناير 1939، وسرّح 6000 شخص من المشروع. وبحلول شهر يوليو من العام نفسه، صوت الكونجرس لإلغاء مشروع المسرح. انتهت الرعاية الفيدرالية لمشروع الكتاب الفيدراليين في عام 1939، على الرغم من السماح للبرنامج بالاستمرار تحت رعاية الدولة، مع بعض الموظفين الفيدراليين، حتى عام 1943. وفي الأشهر الأخيرة من وجود مشروع الكُتاب الفيدراليين، فُصل ألسبرغ. واستمر في العمل بعد ذلك للوفاء بالترتيبات التعاقدية مع ناشري الكتب الثلاثة القادمة من الدليل الأمريكي. بحلول وقت رحيله في عام 1939، كان المشروع قد نشر 321 مطبوعة ؛ بقي منها مئات في مراحل مختلفة. نُشر بعضها في السنوات التي سبقت عام 1943 في إطار برنامج الكتاب المعاد تسميته، ولم يكتمل البعض الآخر. على مدار عمر برنامج المشروع الفيدرالي رقم واحد. وبرنامج الكُتاب الفيدراليين، قُدر عدد العاملين بـ 10000 شخص.
في المسرحية الموسيقية عام 1937 المهد سينكسر، بتمويل من مشروع المسرح الفيدرالي، ووضع الملحن مارك بليتزشتاين في العمل كل الجهود لمنع إمكانية وقفه.

## الفيلم
عُرض فيلم وثائقي ممول من المؤسسة الوطنية للإنسانيات حول برنامج المشروع الفيدرالي رقم واحد بعنوان روح الشعب: كتابة قصة أمريكا على قناة سميثسونيان في سبتمبر 2009. يتضمن الفيلم مقابلات مع المؤلفين الأمريكيين ستادز تيركل وستيتسون كينيدي والمؤرخ الأمريكي دوغلاس برينكلي. ونشر الكتاب المصاحب من قبل الناشر ويلي بعنوان «روح الشعب: مشروع الكُتاب الفيدراليين يكشف عن أمريكا خلال الكساد».
ظهرت مجموعة لروايات العبيد في الفيلم الوثائقي إتش بي أو، الذكريات غير المقيدة: قراءات من روايات العبيد، وتضم أنجيلا باسيت وصمويل إل جاكسون يؤدون قراءات مثيرة للنصوص.
فيلم المهد سينكسر لعام 1999، للمخرج تيم روبينز، بينما يصور أحداث مشروع المسرح الفيدرالي، يسلط الضوء على الهجمات ضد المشروع الفيدرالي رقم واحد (من خلال اللجنة الفيدرالية)، مما ساعد على إغلاق كل من مشروع المسرح الفيدرالي ومشروع الكُتاب الفيدراليين.

## اقتراح مشروع الكتاب الفيدراليين جديد
في أعقاب جائحة فيروس كورونا عام 2020 وما تبعه من اضطراب الاقتصاد العالمي، دعا العديد من الكتاب والسياسيين إلى مشروع الكتاب الفيدراليين الأمريكيين الجديد. ففي مايو 2021، وفي الذكرى السنوية للمشروع الأصلي، قدم عضو الكونجرس تيد ليو وعضوة الكونجرس تيريزا ليجير فرنانديز تشريعًا لإنشاء مشروع الكتاب الفيدراليين جديد، تديره وزارة العمل، من شأنه أن يوظف الكتاب العاطلين عن العمل. من بين مؤيدي التشريع جيمس فالوز وروث ديكي وجوناثان ليثيم.

## المشاركون البارزون
- كونراد ايكين
- نيلسون الغرين
- ويليام أتاواي
- سول بيلو
- بنجامين بوتكين
- ماكس بودنهايم
- جون شيفر
- ريتشارد دورهام
- أرنولد إس إيجل
- لورين إيزلي
- روبرت هايدن
- زورا نيل هيرستون
- ويلدون كيس
- ستيتسون كينيدي
- كلود ماكاي
- هاري بارتش
- ماي سوينسون
- جيم تومبسون
- مارجريت ووكر
- دوروثي ويست
- ريتشارد رايت